# Constantino Diógenes Mascarenhas
Constantino Diógenes Mascarenhas (Damão - ?), 1.º Visconde de Damão.

## Biografia
Da família dos Mascarenhas de Damão, cujas circunstâncias pessoais se ignoram.
O título de 1.º Visconde de Damão foi-lhe concedido, em sua vida, por Decreto de D. Carlos I de Portugal de 6 de Junho de 1893.